# الدوري الفرنسي لكرة السلة للسيدات 2016–17
الدوري الفرنسي لكرة السلة للسيدات 2016–17 (بالفرنسية: Ligue féminine de basket 2016-2017)‏ هو موسم من الدوري الفرنسي لكرة السلة للسيدات. أشرف على تنظيمه French Federation of Basketball ‏، وفاز فيه ESB Villeneuve-d'Ascq ‏.